# Fédération du Burundi de basket-ball
La Fédération du Burundi de basket-ball est une association, chargée d'organiser, de diriger et de développer le basket-ball au Burundi.
La Fédération représente le basket-ball auprès des pouvoirs publics ainsi qu'auprès des organismes sportifs nationaux et internationaux et, à ce titre, le Burundi dans les compétitions internationales. Elle défend également les intérêts moraux et matériels du basket-ball burundais. Elle est affiliée à la FIBA depuis 1994, ainsi qu'à la FIBA Afrique.
La Fédération organise également le championnat national.